# 摩耶卑弥呼
摩耶 卑弥呼（まや ひみこ）は、日本の占い師 、霊能者。

## 経歴
幼いころから、霊視の能力があった。1995年から占い師の愛京子の主催する愛の会にて無料でタロット占いと霊視を始める。
1999年、愛の会から独立。テレビ番組では、『世界の怖い夜!』や『スパモク』などの心霊を扱ったドキュメンタリー番組や『水曜日のダウンタウン』などのバラエティー番組に、霊能力者、占い師として出演している。
2019年8月10日に公開されたはじめしゃちょーの動画に登場した。